# Mika Buchnik
Mika Buchnik (hebräisch מיקה בוחניק; * 12. März 2007) ist eine israelische Tennisspielerin.

## Karriere
Buchnik spielt bislang vor allem Turniere auf der ITF Junior Tour und der ITF Women’s World Tennis Tour, wo sie bislang aber noch keinen Titel gewann.
2020 gewann sie das J5 in Jaffa. 2021 spielte sie bei den Les Petits As.
2022 gewann sie zwei J4 und ein J3 im Einzel sowie je ein J4 und J3 im Doppel. Im November qualifizierte sie sich für das Hauptfeld der Meitar Open, einem mit 60.000 US-Dollar dotierten ITF-Turnier, wo sie gegen die an Position zwei gesetzte Valentini Grammatikopoulou mit 4:6 und 4:6 verlor.
2023 gewann sie zusammen mit Zuzanna Pawlikowska das J200 in Aldershot im Doppel. Im September startete sie bei den US Open.
2024 startete sie zum Jahresbeginn bei den Australian Open. Im Juniorinneneinzel gewann sie in der ersten Runde gegen Ekaterina Perelygina mit 2:6, 6:4 und 7:5, verlor dann jedoch in Runde zwei mit 6:4, 3:6 und 4:6 gegen Emerson Jones. Im Juniorinnendoppel verlor sie an der Seite ihrer Partnerin Elena Ruxandra Bertea bereits in der ersten Runde gegen Rose Marie Nijkamp und Vendula Valdmannová mit 0:6 und 2:6. In Wimbledon konnte sie sich für das Hauptfeld im Juniorinneneinzel qualifizieren, verlor dann jedoch in der ersten Runde im Hauptfeld mit 0:6 und 2:6 gegen Rossiza Dentschewa. Im Juniorinnendoppel konnte sie mit ihrer Partnerin Olivia Carneiro das Erstrundenmatch gegen Luna Maria Cinalli und Antonia Vergara Rivera mit 6:4 und 6:2 gewinnen. In der zweiten Runde verloren die beiden dann aber gegen die topgesetzten Alena Kovačková und Laura Samson mit 4:6 und 4:6. Bei den US Open verlor sie im Juniorinneneinzel bereits in der ersten Qualifikationsrunde in drei Sätzen gegen Kate Fakih. Im September gewann sie als erste israelische Spielerin ein J500-Turnier im Einzel.
2025 startete sie bei den Australian Open. Im Juniorinneneinzel verlor sie bereits ihr Erstrundenmatch gegen Victoria Luiza Barros mit 3:6 und 4:6.
2024 bestritt sie ihre ersten Spiele für die Israelische Billie-Jean-King-Cup-Mannschaft, wo sie im April 2024 drei Einzel und ein Doppel spielte, das sie an der Seite von Karin Altori gegen Georgien gewann, von den drei Einzeln eines gewinnen konnte, die beiden anderen verlor.